# John Callen
John Callen (Londra, 4 novembre 1946) è un attore e regista teatrale britannico naturalizzato neozelandese.

## Biografia
È conosciuto per l'interpretazione del nano Óin nella trilogia cinematografica del regista Peter Jackson, basata sull'omonimo romanzo scritto da J. R. R. Tolkien.

## Filmografia parziale

### Cinema
- Lo Hobbit - Un viaggio inaspettato (The Hobbit: An Unexpected Journey), regia di Peter Jackson (2012)
- Lo Hobbit - La desolazione di Smaug (The Hobbit: The Desolation of Smaug), regia di Peter Jackson (2013)
- Lo Hobbit - La battaglia delle cinque armate (The Hobbit: The Battle of the Five Armies), regia di Peter Jackson (2014)

## Doppiatori italiani
- Dario De Grassi in L'isola del tesoro e i pirati dei 7 mari, L'isola del tesoro e la leggenda degli abissi, L'isola del tesoro e il mistero della pietra magica
- Andrea Tidona ne Lo Hobbit - Un viaggio inaspettato, Lo Hobbit - La desolazione di Smaug, Lo Hobbit - La battaglia delle cinque armate